# Кауса ліменья

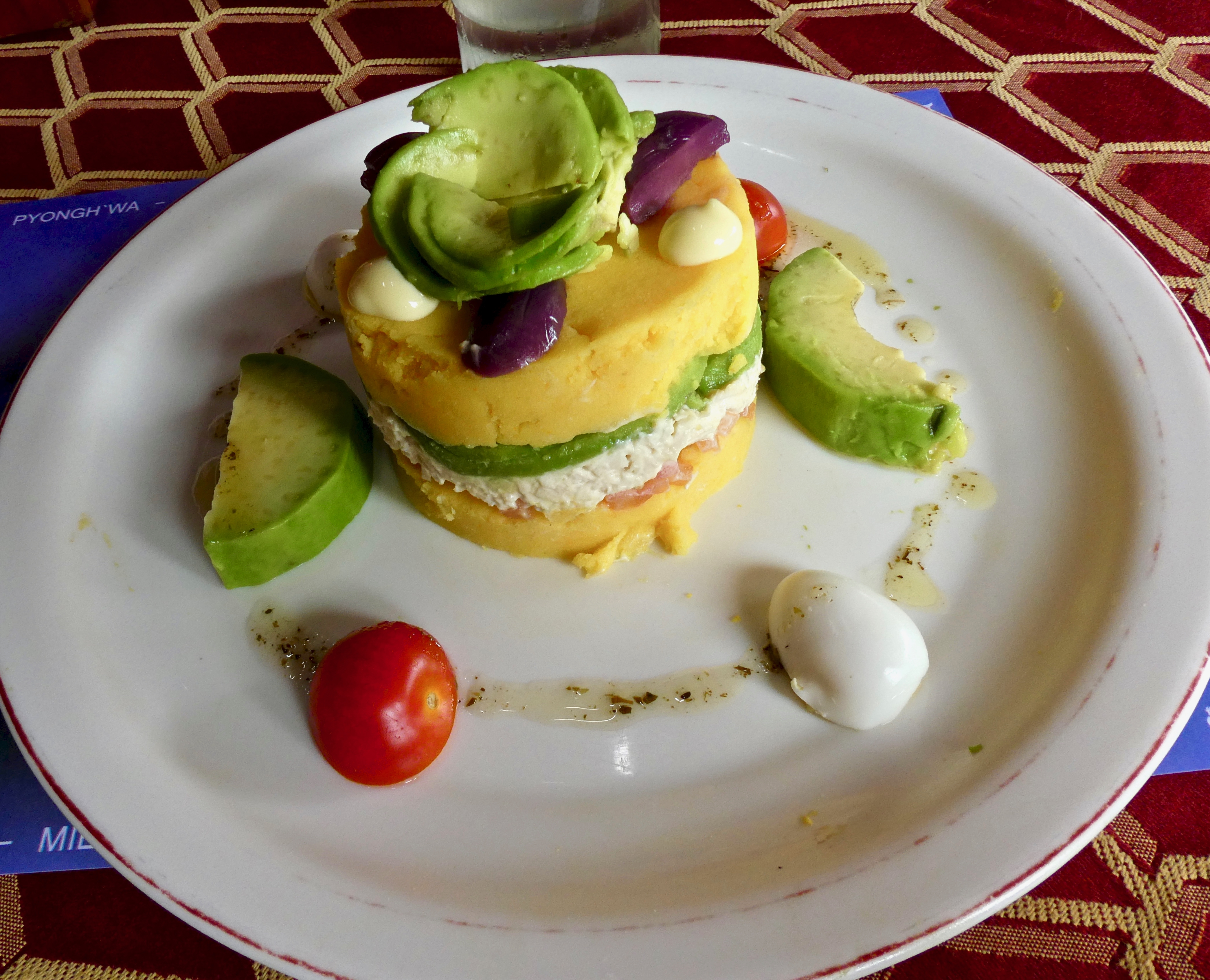

Кауса ліменья[джерело?] (ісп. causa limeña, causa a la limeña, causa) — популярна страва перуанської кухні. Являє собою покладений шарами салат, основою для якого служить очищена і розім'ята до пюреподібного стану варена картопля в мундирі. Начинка кауси може складатися із різних продуктів: креветок, тунця, індички чи курки. Як заправку використовують майонез.
Салат готують на Новий рік, у дні народження, а також є гарним варіантом на стіл для гостей.

## Походження
Існує версія, що назва страви походить від слова kawsay, що означає мовою індіанського кечуа «те, що годує». Відомостей про виникнення кауси дуже мало.
Під час Другої тихоокеанської війни (1879—1883), коли чилійці вторглися в Ліму, перуанські війська потребували допомоги, у зв'язку з чим було оголошено про добровільний збір коштів. У цей час із пожертвуваних для армії продуктів харчування (картоплі, моркви, кукурудзи тощо) жінки можливо і почали готувати салат, відомий сьогодні як кауса. Як заправку, замість традиційного нині майонезу, використовували сік лимона та олію.